# Septimius
Septimius of Septiminus was een van de vele soldatenkeizers (235-285) in de tijd van de Romeinse crisis van de 3e eeuw. In de meeste manuscripten van de Epitome de Caesaribus wordt zijn naam weergegeven als Septiminus, maar Zosimus noemt hem Septimius.
Hij werd rond 271 door zijn eigen manschappen tot Romeinse keizer uitgeroepen in Dalmatia, ten tijde van keizer Aurelianus. Zijn opstand was van korte duur, hij werd door zijn eigen troepen gedood.